# Pila a combustibile con membrana a scambio protonico

Schema di una pila a combustibile di tipo PEM

La pila a combustibile con membrana a scambio protonico è un tipo di pila a combustibile in fase di sviluppo per applicazioni nel campo dei trasporti, come pure per uso come pila a combustibile stazionaria o portatile. Sono note con l'acronimo PEM (dall'inglese Proton Exchange Membrane) o PEMFC (Proton Exchange Membrane Fuel Cell). Rispetto ad altri tipi di pile a combustibile hanno il vantaggio di essere leggere e poco ingombranti. Loro caratteristica peculiare è la possibilità di funzionare a bassi valori di temperatura (50-100 °C) e pressione (0,3 MPa), e l'utilizzo di una speciale membrana elettrolitica polimerica.

## Funzionamento

### Reazioni chimiche
Queste pile funzionano trasformando in energia elettrica l'energia chimica che viene liberata nella reazione elettrochimica tra idrogeno e ossigeno. Il processo è quindi differente dalla combustione diretta di idrogeno e ossigeno che produce energia termica.

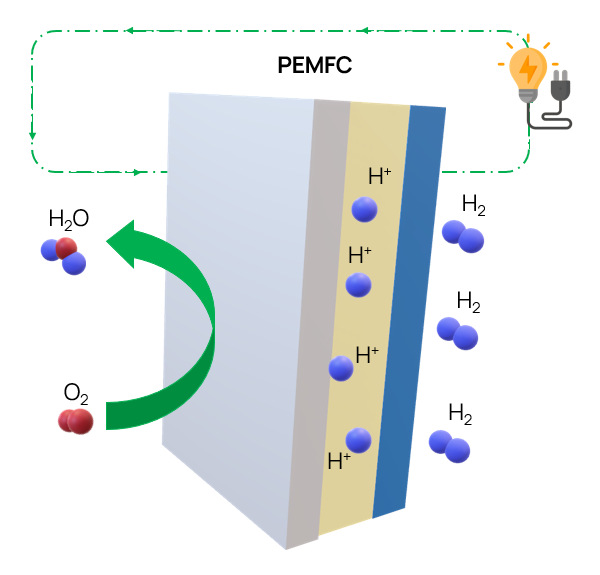
Schema di funzionamento di una PEMFC

Un flusso di idrogeno viene fornito all'anodo, dove un catalizzatore provoca l'ossidazione dell'idrogeno generando protoni ed elettroni. La semireazione di ossidazione è:
all'anodo: {\displaystyle {\ce {H2 -> 2H+ + 2e-}}} E° = 0 V   H
I protoni formati attraversano la membrana polimerica verso il catodo. Gli elettroni viaggiano nel circuito elettrico esterno raggiungendo il catodo; così facendo si genera la corrente sviluppata dalla pila a combustibile. Nel frattempo viene fornito un flusso di ossigeno al catodo. Sul catodo le molecole di ossigeno per riduzione formano acqua reagendo con i protoni che hanno attraversato la membrana polimerica e con gli elettroni che arrivano dal circuito esterno. Anche la reazione dell'ossigeno richiede un apposito catalizzatore. La semireazione di riduzione è:
al catodo {\displaystyle {\ce {1/2O2 + 2H+ + 2e- -> H2O}}} E° = 1,229 V
Sommando le due semireazioni si ottiene:
reazione complessiva  {\displaystyle {\ce {H2 + 1/2O2 -> H2O}}} E° = 1,229 V

### Catalizzatori
Per far reagire idrogeno e ossigeno gassosi sono necessari opportuni catalizzatori. Scindere la molecola di idrogeno è relativamente facile con un catalizzatore di platino. Sfortunatamente, scindere la molecola di ossigeno è più difficile, e questo causa notevoli perdite di efficienza. Per l'ossigeno non si è ancora trovato un catalizzatore particolarmente efficiente, e il platino rimane la scelta migliore. Esistono due linee di ricerca principali sulle pile PEM allo scopo di migliorare i catalizzatori:

#### Aumento dell'attività catalitica
Quasi tutte le pile PEM utilizzano particelle di platino supportate su carbonio poroso (Pt/C) per catalizzare sia l'ossidazione dell'idrogeno che la riduzione dell'ossigeno. Tuttavia i catalizzatori Pt/C sono molto costosi e poco adatti ad applicazioni commerciali. Nel 2007 il Dipartimento dell'Energia degli Stati Uniti ha stimato che il contenuto di platino delle pile PEM dovrà essere ridotto ad un quarto per poter rappresentare un'alternativa realistica ai motori a combustione interna. Di conseguenza, uno degli obiettivi principali delle ricerche su questi catalizzatori è quello di aumentare l'attività catalitica del platino di un fattore circa quattro, così che basti un quarto di platino per ottenere la stessa prestazione.
Un metodo per aumentare il rendimento del catalizzatore di platino è ottimizzare dimensioni e forma delle particelle di platino. A parità di quantità di platino usato, riducendo le dimensioni delle particelle cresce l'area superficiale totale del catalizzatore che può partecipare alle reazioni, ma ci sono altri modi per migliorare il rendimento del catalizzatore. Ad esempio si è visto che nanoparticelle di platino caratterizzate da alti valori degli indici di Miller, come Pt (730), forniscono una maggior densità di siti reattivi per la riduzione dell'ossigeno rispetto a tipiche nanoparticelle di platino.
Un altro metodo per aumentare l'attività catalitica del platino è formare leghe con altri metalli. Ad esempio, si è osservato che la superficie Pt3Ni(111) ha un'attività di riduzione dell'ossigeno dieci volte più elevata rispetto a Pt(111). Gli autori attribuiscono questo notevole incremento dell'attività superficiale a modifiche della struttura elettronica della superficie, che riducono la tendenza a legare specie ioniche contenenti ossigeno, in modo da accrescere il numero di siti disponibili per l'adsorbimento e la riduzione dell'ossigeno gassoso.

#### Aumento della resistenza all'avvelenamento da CO
Un'altra caratteristica dei catalizzatori di platino è quella di essere avvelenati, cioè di ridurre la loro attività, in presenza di impurezze presenti nel combustibile, e particolarmente in presenza di quantità anche molto piccole di monossido di carbonio (CO). Attualmente (2010) non è economico produrre grandi quantità di idrogeno puro né per elettrolisi né in altri modi. L'idrogeno è ottenuto da idrocarburi leggeri per reforming con vapore. In questo processo non si ottiene idrogeno puro, bensì una miscela di gas che contiene anche CO (1-3%), CO2 (19-25%) e N2 (25%). Dato che anche 10 parti per milione di CO possono avvelenare un catalizzatore di platino puro, esistono molti studi che mirano ad aumentare la resistenza del platino al CO.
Una possibilità è ridurre il contenuto di CO dell'idrogeno usato come combustibile prima che entri nella pila a combustibile. Ad esempio si è trovato che nanoparticelle con un nocciolo di rutenio ricoperto di platino sono particolarmente efficaci nell'ossidare CO a CO2, che è un contaminante molto meno dannoso per il catalizzatore. Il meccanismo che produce questo effetto è simile a quello descritto in precedenza per Pt3Ni: il nocciolo di rutenio della particella altera la struttura elettronica della superficie di platino, aumentandone l'attività catalitica per l'ossidazione del CO.

### Membrana  elettrolitica polimerica
Questa è una membrana semipermeabile, che deve essere permeabile ai protoni (ioni H+), ma impermeabile ai gas utilizzati e agli elettroni, dato che questo provocherebbe il cortocircuito della pila a combustibile. Inoltre, la membrana deve resistere all'ambiente riducente del catodo e a quello ossidante dell'anodo. Il materiale più comunemente usato per queste membrane semipermeabili è il Nafion, prodotto dalla DuPont, che è uno ionomero a base perfuorurata come il Teflon. La membrana di Nafion può condurre protoni solo finché è umida; questo implica una temperatura massima di funzionamento di 80-90 °C, a meno di funzionare in pressione. Oltre questa temperatura la membrana non funziona più perché si secca. Altri più recenti tipi di membrana, a base di polibenzimidazolo o acido fosforico, possono essere usate fino a 220 °C, migliorando l'efficienza e la densità di potenza, mentre si riducono i problemi di avvelenamento da monossido di carbonio. Questi tipi di membrana non sono però comuni.

### Combustibili
Le pile PEM funzionano tipicamente con idrogeno, ma si possono usare anche altri combustibili come il metanolo. In questo caso l'idrogeno è ottenuto da un'apparecchiatura di reforming direttamente accoppiata alla pila; occorre anche purificare l'idrogeno dal CO inevitabilmente prodotto nella reazione di reforming. È necessario un catalizzatore platino-rutenio per evitare che il CO che arriva inevitabilmente alla membrana superi le 10 parti per milione. Inoltre, l'avvio dell'apparecchiatura di reforming può richiedere circa mezz'ora. Pile che funzionano in questo modo sono note con la sigla RMFC (Reformed Methanol Fuel Cell) o IMFC (Indirect Methanol Fuel Cell).
Alternativamente si possono alimentare pile PEM direttamente con metanolo e altri biocombustibili senza effettuare il reforming. Pile di questo tipo sono note con la sigla DMFC (Direct Methanol Fuel Cell), ma sono attualmente (2010) poco efficienti.

## Storia
Le pile esistenti prima dell'invenzione della pila PEM, come ad esempio le pile ad ossido solido, richiedevano temperature elevatissime e materiali molto costosi, e a causa del loro ingombro erano adatte solo ad applicazioni stazionarie. Queste limitazioni furono affrontate nella pila a combustibile PEM, inventata nei primi anni sessanta da Willard Thomas Grubb e Leonard Niedrach alla General Electric. Inizialmente le membrane elettrolitiche erano di polistirene solfonato, che nel 1966 
fu sostituito dal Nafion, un polimero fluorurato basato sul tetrafluoroetilene, contenente anche gruppi solfonato come scambiatori di ioni. Il Nafion si rivelò superiore in termini di prestazione e durata rispetto al polistirene solfonato.
Pile PEM furono usate nei veicoli spaziali del programma Gemini, mentre nel programma Apollo e nello Space Shuttle sono state usate pile a combustibile alcaline. 
Dato che le celle PEM utilizzano materiali costosi, il loro utilizzo rimase confinato alle missioni spaziali fino all'inizio degli anni novanta, quando l'introduzione di alcune innovazioni chiave, come catalizzatori a basso contenuto di platino ed elettrodi a film sottile, fecero diminuire il costo di queste pile a combustibile, rendendo promettente lo sviluppo di applicazioni più comuni. Ad esempio l'industria canadese Ballard produce vari modelli di pile PEM per uso sia stazionario che veicolare. In un progetto finanziato dall'Unione Europea sono stati testati 47 autobus per uso pubblico in 10 città di tre continenti.